# Shorea furfuracea
Shorea furfuracea är en tvåhjärtbladig växtart som beskrevs av Friedrich Anton Wilhelm Miquel. Shorea furfuracea ingår i släktet Shorea och familjen Dipterocarpaceae. Inga underarter finns listade i Catalogue of Life.